# Nikolai Jakowlewitsch Marr

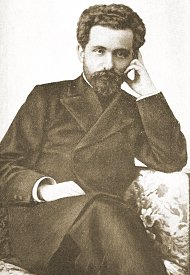
Nikolai Marr (1905)

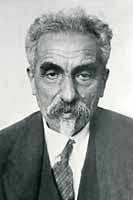
Nikolai Marr, ca. 1930

Nikolai Jakowlewitsch Marr (georgisch ნიკოლოზ იაკობის ძე მარი, Nikolos Iakobis dse Mari; russisch Николай Яковлевич Марр, Nikolaj Jakovlevič Marr; * 25. Dezember 1864jul. / 6. Januar 1865greg. in Kutaissi, Russisches Kaiserreich; † 20. Dezember 1934 in Leningrad) war ein georgisch-russischer Kaukasiologie und Orientalist, der sich als Sprach- und Literaturwissenschaftler, aber beispielsweise auch als Archäologe betätigte.
Marrs Theorien insbesondere zur Paläolinguistik genossen bis 1950 in der Sowjetunion offiziellen Anspruch, denn er hatte sie mit dem Marxismus verknüpft und damit die Unterstützung der Herrschenden erlangt.

## Leben und Karriere
Er wurde als Sohn des eingewanderten schottischen Gartenbaulehrers James Murray („Marr“) und dessen georgischer Ehefrau Agathia Magularia geboren. Seine Eltern trennte nicht nur ein großer Altertsunterschied voneinander – sein Vater war bei Nikolais Geburt über 80 –, sondern auch eine Sprachbarriere, denn James Murray sprach kein Georgisch, Agathia Magularia kein Englisch. Nikolai Marr selbst erlernte als erste Sprache das Georgische. Er verlor früh seinen Vater. Seine Schulausbildung absolvierte er am Klassischen Gymnasium in Kutaissi, wo er wiederholt in Konflikte mit der Leitung geriet, sodass zeitweise sogar seine Einweisung in eine „Irrenanstalt“ erwogen wurde. Schließlich schloss er die Schule jedoch mit Auszeichnung und der Bescheinigung besonderer Sprachbegabung ab.
Nach dem Schulabschluss 1884 immatrikulierte sich Marr an der Fakultät für Orientalistik an der Staatlichen Universität Sankt Petersburg und studierte dort Georgisch, Armenisch, Semitistik, Sanskrit und Kaukasische Sprachen. Diese Studiengänge waren jedoch literaturwissenschaftlich-historisch ausgerichtet; Veranstaltungen im Fachbereich Sprachwissenschaft, der an einer anderen Fakultät unterrichtet wurde, belegte er nicht. Bereits im zweiten Studienjahr veröffentlichte er eine fachlich mangelhafte Arbeit zu seiner Annahme, das Georgische sei mit den semitischen Sprachen verwandt. Aufgrund dieser beharrlich und aggressiv vorgetragenen Thesen kam es zu Differenzen mit dem georgischen Philologen Alexander von Zagareli. Dies führte dazu, dass er sich nicht auf Georgisch, sondern auf Armenisch spezialisierte und sich in diesem Fach auch 1891 in Sankt Petersburg habilitierte. Im Jahr 1899 reichte er als universitäre Abschlussarbeit eine dreibändige literaturwissenschaftliche Untersuchung zu armenischen Fabelsammlungen ein. 1900 wurde er außerordentlicher Professor an der Universität Sankt Petersburg, 1902 Doktor und ordentlicher Professor. 1911 war er Dekan der Orientalischen Fakultät, 1912 wurde er ordentliches Mitglied der Russischen Akademie der Wissenschaften.
Nach der Oktoberrevolution konnte Marr seine Karriere fortsetzen. Bereits 1918 wurde er Dekan der Fakultät für Gesellschaftswissenschaften, zu der sein Fachbereich nun gehörte. Im Folgejahr wurde er zum Leiter der neu gegründeten Akademie für Geschichte der Materiellen Kultur, der Nachfolgerin der Archäologischen Kommission, ernannt. Sein Arbeitsschwerpunkt lag aber weiterhin auf seinen sprachwissenschaftlichen Theorien, die er der konventionellen Linguistik entgegenstellte (siehe Kapitel „Werk und Theorien“). Zur Erforschung dieser Ansätze wurde unter Marrs Leitung das „Japhetitische Institut“ der Sowjetischen Akademie der Wissenschaften gegründet, das später in „Institut für Sprache und Denken“ umbenannt wurde. Ab den späten 1920er Jahren trat insofern eine Änderung in Marrs Tätigkeit ein, als er nun gezielt die Nähe seiner Theorien zum Kommunismus zu betonen versuchte und seine ausbleibende Anerkennung in der westlichen Sprachwissenschaft mit ideologischen Vorbehalten des dortigen Klassenfeindes erklärte. Dadurch gewann seine Arbeit weiter an Attraktivität und Bedeutung für den sowjetischen Staatsapparat. Bereits 1926 war Marr Leiter der Russischen Nationalbibliothek geworden, 1930 wurde er Vizepräsident der Sowjetischen Akademie der Wissenschaften. 1930 wurde er als einziges vorrevolutionäres Mitglied der damals zaristischen Akademie der Wissenschaften – selten und unüblich sogar ohne Probezeit – in die Kommunistische Partei aufgenommen. 1933 wurde er mit dem Leninorden ausgezeichnet, konnte ihn aber aufgrund eines Schlaganfalls persönlich nicht entgegennehmen. Er lebte in Sankt Petersburg (Leningrad) bis zu seinem Tode. Marr starb in der Nacht vom 19. zum 20. Dezember 1934 und wurde am 22. Dezember, begleitet von 70.000 Menschen, auf dem Friedhof am Alexander-Newski-Kloster beigesetzt.

## Werk und Theorien
Marr avancierte im frühen 20. Jahrhundert zu einem der einflussreichsten Kaukasiologen Russlands. Er veröffentlichte Werke über das Altarmenische und Altgeorgische, besorgte erste kritische Ausgaben altgeorgischer Texte, erforschte aber auch lebende kaukasische Sprachen (Georgisch, Mingrelisch, Lasisch, Swanisch, Abchasisch) und gilt als wichtiger Vertreter der georgischen Literaturwissenschaft.
Unter seiner Leitung fanden 1892 und 1893 sowie von 1904 bis zum Ersten Weltkrieg archäologische Grabungen in der armenischen Bagratiden-Hauptstadt Ani (heute Türkei) statt, die jedoch methodisch als mangelhaft gelten. 1911 bis 1912 grub er mit Joseph Orbeli in Toprakkale.
Marr entwickelte maßgeblich die Japhetitentheorie, der zufolge die kaukasischen, semitisch-hamitischen und baskischen Sprachen eine gemeinsame Grundlage haben. 1924 erklärte er, alle Sprachen der Welt stammten von einer Protosprache ab, die vier verbreitete Ausrufe besitze: sal, ber, yon und rosh. Obgleich die Sprachen verschiedene Entwicklungsstufen durchliefen, sei es für die linguistische Paläontologie möglich, Elemente der ursprünglichen Ausrufe in jeder Sprache zu erkennen.
Um Unterstützung für seine spekulative Theorie zu gewinnen, erarbeitete Marr ein marxistisches Fundament. Er nannte es die „Neue Lehre von der Sprache“. Seiner Hypothese zufolge tendierten alle modernen Sprachen dazu, in eine einzige Sprache – die der kommunistischen Gesellschaft – zu münden. Die Theorie wurde von Partei und Regierung der Sowjetunion anerkannt.

## Stalins Wende 1950
Im Juni 1950 hatte Stalin sich in Leserbriefen, unter anderem in der Prawda, gegen die Sprachtheorie von Marr gewandt, trotz seiner jahrelangen Unterstützung für Marr. Dem Sprachwissenschaftler zufolge gehörte die Sprache zum Überbau der Gesellschaft, war also abhängig von der jeweiligen materiellen (und gesellschaftlichen) Basis. So konnte man innerhalb der marxistischen Theorie, heißt es beim Kieler Historiker Georg von Rauch, eine neue, übernationale Sprache des Sozialismus vorausahnen, die sich nach dem weltweiten Sieg des Kommunismus durchsetzen würde.
Angeregt wurde die Diskussion durch den georgischen Philologen Arnold Tschikobawa, dem es gelang, mit einem Brief die Aufmerksamkeit Stalins zu wecken. Marr und seine Neue Lehre von der Sprache waren zum damaligen Zeitpunkt anerkannt und wurden offiziell unterstützt, Kritik an ihr war mithin problematisch. Tschikobawas Standpunkt war in etwa der, dass Marr die verschiedenen Sprachsysteme in ein und dasselbe, nämlich sein eigenes, Schema pressen und mithin nicht dem marxistischen Anspruch gerecht werden würde, die wirkliche Entwicklung jeder Sprache nachzuvollziehen (historisch-vergleichend), sondern vielmehr durch Hierarchisierungen auf Grundlage der eigenen vorgefassten Kategorien, Ressentiment, Rassismus etc. Vorschub leiste. Es gibt mehrere Vermutungen, was das Motiv für den Eingriff Stalins in die wissenschaftliche Kontroverse angeht. Neben persönlichen Ambitionen Stalins, vermutet besonders eine Reihe ausländischer Philologen, dass die Argumentation Tschikobawas ausschlaggebend gewesen sei. Außerdem wird vermutet, dass Tschikobawa als Ghostwriter an Stalins Briefen mitgewirkt hat.
So äußerte sich auch die deutsche Philologin Gertrud Pätsch, unter besonderer Berücksichtigung solcher Entwicklungen in der Sprachwissenschaft, die das Dritte Reich begünstigt hätten, 1951 in ihrem Beitrag auf der Konferenz zur Bedeutung der Arbeiten des Genossen Stalin über den Marxismus und die Fragen der Sprachwissenschaft für die Entwicklung der Wissenschaften in Berlin, wo unter anderem Wissenschaftler wie Wolfgang Harich und Robert Havemann auftraten, mit Kritik an Marr:

„Aber alle bisherigen Versuche, die vorhandenen Sprachen zu einer historischen Stufenfolge zu ordnen, haben bisher versagt, und zwar sowohl in der bürgerlichen Wissenschaft als auch bei den Marristen. Der Grund lag darin, daß man die Begriffe ‚primitiv‘ und ‚hoch entwickelt‘ nicht aus den historischen Gegebenheiten ableitete, sondern sie als gewissermaßen aprioristisch festgelegte Begriffe auf die Sprache und vor allem auf ihren morphologischen Bau übertrug. Nach dieser schematischen, völlig lebensfremden Einteilung erschien dann z. B. das Chinesische immer wieder als primitive Sprache, obgleich längst erwiesen ist, daß es eine lange und wechselvolle Geschichte hinter sich hat und als Produkt eines so komplizierten Prozesses in der Tat nicht mehr primitiv genannt werden kann…“

In diesen sogenannten Briefen zur Sprachwissenschaft („Linguistikbriefe“) urteilte Stalin nun unter anderem, die Sprache sei etwas Selbstständiges abseits von Basis und Überbau, sie sei keine Klassenangelegenheit, sondern gehöre zum ganzen Volk. Wenn mehrere Sprachen zusammenträfen, dann gebe es keine Vermengung zu einer neuen, sondern eine Sprache werde sich durchsetzen. Das Russische sei so immer Sieger gewesen. Durch die Linguistikbriefe, so von Rauch, wurde die kommunistische Ideologie weiter in die Richtung des russisch-nationalen „Sowjetpatriotismus“ getrieben.
Nach Stalin war die Sprache nicht zur Basis (den Produktionsmitteln) zu rechnen, weil sie keine stofflichen Güter hervorbringt, und nicht zum Überbau, weil die russische Sprache schließlich vor und nach der Revolution dieselbe geblieben wäre. Zur Auseinandersetzung zwischen Stalin und Marr (der seine Formel „die Sprache ist ein Überbau zur Basis“ auf Druck hin zur Formel „die Sprache ist ein Produktionsmittel“ geändert hatte) bemerkte Amadeo Bordiga 1953:

„Aber die Produktionsmittel fabrizieren auch keine stofflichen Güter! Der Mensch produziert sie, indem er die Produktionsmittel benutzt. Werkzeuge sind die Mittel, die die Menschen zum produzieren benutzen. Wenn ein Kind den Spaten zum ersten Mal zur Hand nimmt, am falschen Ende, so ruft der Vater ihm zu: ‚Nimm’s am Griff!‘ Dieser Zuruf – der nun zum Erlernten des Kindes gehört – wird, wie der Spaten, in der Produktion genutzt. Die geistige Folgerung Stalins zeigt, dass er es ist, der nicht recht hat. Wenn die Sprache, so sagt er, materielle Güter produzieren würde, so wären die Schwätzer die reichsten Menschen der Erde! Aber ist es denn nicht genau so? Der Arbeiter arbeitet mit seinen Händen, der Ingenieur mit seiner Zunge. Welcher von beiden wird besser bezahlt? […] In allen Epochen ist die Sprache ein Produktionsmittel, aber die einzelnen verschiedenen Sprachen sind Teil des Überbaus…“

In der Folgezeit spielten Marrs sprachwissenschaftliche Theorien kaum noch eine Rolle, auch wenn sie hin und wieder von fachlichen Außenseitern wie Richard Fester aufgegriffen wurden.

## Veröffentlichungen
- mit Joseph Orbeli: Археологическая экспедиция 1916 года в Ван. Petrograd 1922 (Digitalisat).
- Der japhetitische Kaukasus und das dritte ethnische Element im Bildungsprozess der mittelländischen Kultur. Kohlhammer, Berlin/Stuttgart/Leipzig 1923.
- Rith chowrobs iapheturi enathmecniereba? Petrogradskij Institut živych vostočnych jazykov, Petrograd 1923.
- Basksko-kavkazskie leksičeskie paralleli. Mecniereba, Tbilisi 1987.
- O jazyke i istorii abchazov. Izdat. Akad. Nauk SSSR, Moskva [u. a.] 1938.
- Ani: rêve d’Arménie. Anagramme Éd., Paris 2001, ISBN 2-914571-00-3.
- Jafetidologija. Kučkovo Pole, Moskva 2002, ISBN 5-86090-049-X.